# Mucuna bennettii
Griffe du Diable
Espèce
Mucuna bennettii, La Griffe du Diable, est une espèce de plantes fleurs de la famille des Fabaceae. C'est une liane originaire de Papouasie-Nouvelle-Guinée.

## Étymologie
Son nom spécifique bennettii est écrit par le zoologiste britannique, Edward Turner Bennett, ou il est écrit par son frère botaniste, John Joseph Bennett.

## Description
La Griffe du Diable est une liane volubile de croissance rapide qui peut atteindre de 20 à 30 m de haut. Le feuillage est persistant,.